# 教皇新堡
教皇新堡（法語：Châteauneuf-du-Pape，法語發音：[ʃatonœf dy pap] ⓘ），又称帕普新堡，是法国普罗旺斯-阿尔卑斯-蓝色海岸大区沃克吕兹省的一个市镇，位于该省西部，属于卡庞特拉区。
此镇得名於14世紀時教宗若望二十二世建在此地的城堡，城堡在對立教宗克勉七世離開後逐漸荒廢。此地因適於種植葡萄而成為教皇新堡葡萄酒法定产区。

## 地理
教皇新堡（44°3'23"N, 4°49'54"E）面积25.85 平方千米，位于法国普罗旺斯-阿尔卑斯-蓝色海岸大区沃克吕兹省，该省份为法国东南部内陆省份，北起德龙省，西北接阿尔代什省，西接加尔省，南至罗讷河口省，东南角与瓦尔省接壤，东临上普罗旺斯阿尔卑斯省。
与教皇新堡接壤的市镇（或旧市镇、城区）包括：奥朗日、罗克莫尔、索尔格、贝达里德、库尔泰宗。

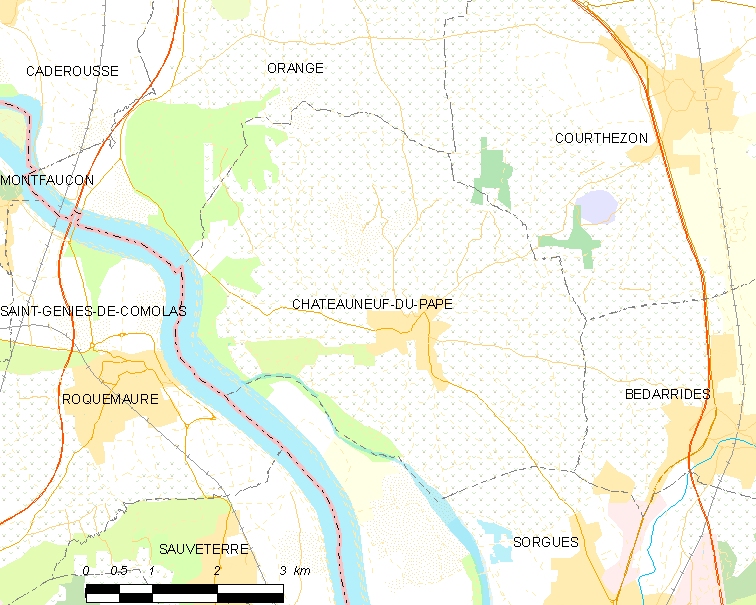
教皇新堡的OSM定位图

教皇新堡的时区为UTC+01:00、UTC+02:00（夏令时）。

## 行政
教皇新堡的邮政编码为84230，INSEE市镇编码为84037。

## 政治
教皇新堡所属的省级选区为索尔格县。

## 人口

1962-2008年间教皇新堡人口变化图示

教皇新堡于2022年1月1日时的人口数量为2045人。